# Okręg Vervins
Okręg Vervins (fr. Arrondissement de Vervins) – okręg w północno-wschodniej Francji. Populacja wynosi 67 tysięcy.

## Podział administracyjny
W skład okręgu wchodzą następujące kantony:
- Aubenton,
- Capelle,
- Guise,
- Hirson,
- Nouvion-en-Thiérache,
- Sains-Richaumont,
- Vervins,
- Wassigny.